# 기원전 100년

## 연호
- 전한(前漢) 천한(天漢) 원년

## 기년
- 전한(前漢) 무제(武帝) 41년

## 탄생
- 7월 12일 - 로마의 군인, 정치가 율리우스 카이사르. (~기원전 44년)